# Sede impedita
Una sede impedita è una diocesi o una Chiesa particolare nella quale l'ordinario sia impossibilitato per cause esterne a svolgere il proprio ministero. La diocesi conserva tale status sino a quando l'ordinario non possa ritornare alle proprie funzioni o non subentri un successore alla cattedra episcopale. Per evitare un vuoto di potere, questa circostanza è regolamentata dal Codice di diritto canonico con i canoni 412, 413, 414 e 415.
Le ragioni per cui un vescovo non può fare ingresso nella propria diocesi possono essere differenti e tra queste si possono annoverare la prigionia, il confino, l'esilio o l'incapacità fisica, quando rappresenti un ostacolo nell'esercizio del proprio compito di pastore diocesano o al punto che egli non sia in grado di comunicare, nemmeno attraverso la scrittura di lettere pastorali, con gli abitanti della sua diocesi.
In questo caso, a meno che la Santa Sede non provveda diversamente, il governo della diocesi spetta al vescovo coadiutore qualora sia presente oppure ad un vescovo ausiliare o a un vicario generale o in loro mancanza ad un altro sacerdote prescelto dal collegio dei consultori.
Un noto caso storico di sede impedita fu quello di Paolo Angelo Ballerini, al quale venne negato l'ingresso nell'arcidiocesi di Milano per contrasti con le autorità statali del neonato Regno d'Italia.
La sede impedita può riguardare anche il Sommo Pontefice in quanto vescovo della diocesi di Roma. La costituzione apostolica Universi Dominici Gregis dispone che le prescrizioni per l'elezione di un nuovo papa debbano essere osservate anche nel caso di rinuncia a norma del canone 332§2 (art. 77). In caso di inosservanza, l'elezione è nulla e invalida, senza la necessità di ulteriori dichiarazioni (art. 76). La precedente costituzione apostolica Romano Pontifici Eligendo (art. 7) prevedeva la costituzione di una congregazione generale e di una particolare dei cardinali nel caso di sede vacante (ma non nel caso di sede impedita).